# Проспект (водохранилище)
Проспект (англ. Prospect Reservoir) — водохранилище в Австралии, расположено в Большом Западном Сиднее (район Проспект) между Порт-Джексоном и Голубыми горами.
Образовано водохранилище дамбой на реке Проспект-Крик. Площадь поверхности — 5,25 км², средняя глубина — 9 м, наибольшая — 24 м.
Первая плотина, построенная в 1888 году, представляла собой земляную насыпь, первую такого рода в Австралии. Целью был сбор воды с реки Непин. С мая 1940 года вода по акведуку стала поступать в Сидней. С 1996 года вода в Сидней поступает в основном с Варрагамба, а водохранилище Проспект используется чаще в рекреационных целях.